# Acalmancillo
Acalmancillo är en ort i Mexiko.   Den ligger i kommunen Pantepec och delstaten Puebla, i den sydöstra delen av landet, 170 km nordost om huvudstaden Mexico City. Acalmancillo ligger 394 meter över havet och antalet invånare är 419.
Terrängen runt Acalmancillo är kuperad. Runt Acalmancillo är det ganska tätbefolkat, med 149 invånare per kvadratkilometer. Närmaste större samhälle är Huehuetla, 14,3 km sydväst om Acalmancillo. I omgivningarna runt Acalmancillo växer huvudsakligen savannskog.